# Pan Yufei
Pan Yufei (chiń. 潘愚非; ur. 2000 w Pekinie) – chiński wspinacz sportowy specjalizujący się w boulderingu, prowadzeniu oraz we wspinaczce łącznej.  Wielokrotny medalista mistrzostw Azji we wspinaczce sportowej, wicemistrz z roku 2016. 

## Kariera sportowa
W 2016 w wieku niespełna szesnastu lat w chińskim Duyun został wicemistrzem Azji w konkurencji prowadzenia. Dwukrotny brązowy medalista mistrzostw Azji we wspinaczce sportowej w konkurencji boulderingu oraz we wspinaczce łącznej z 2018.
W 2019 roku w Tuluzie na światowych kwalifikacjach do igrzysk olimpijskich zajął czwarte miejsce, które zapewniło mu kwalifikacje na IO 2020 w Tokio.

## Osiągnięcia

### Mistrzostwa świata
| Konkurencje       | 2016  | 2018  | 2019 |
| Bouldering        | 57-58 | 51-52 | 43   |
| Prowadzenie       | —     | —     | 38   |
| Wsp. na czas      | 42    | 49    | 31   |
| Wspinaczka łączna | 6     | —     | 33   |

### Mistrzostwa Azji
| Konkurencje       | 2016 | 2017 | 2018 | 2019 |
| Bouldering        | 26   | 5    | 3    | —    |
| Prowadzenie       | 2    | 6    | 4    | —    |
| Wsp. na czas      | —    | 17   | 23   | —    |
| Wspinaczka łączna | —    | —    | 3    | —    |